# Ихезуо, Чинвенде
Чинвенде Вероника Ихезуо (англ. Chinwendu Veronica Ihezuo; род. 30 апреля 1997 года) — нигерийская футболистка, нападающая китайского клуба «Мэйчжоу Хакка».

## Карьера
Родилась в городе Лагос, Нигерия.
На чемпионате мира среди девушек до 17 лет 2012 года в матче группового этапа против хозяек турнира из Азербайджана Чинвенду установила рекорд турнира, забив пять мячей в одном матче. На чемпионате 2016 года это достижение повторила испанка Лорена Наварро. А Ихезуо, отметившись на чемпионате 2012 года также голом в ворота сборной Канады, с шестью голами получила «серебряную бутсу» — приз второму бомбардиру турнира. Также участвовала в юниорском чемпионате мира 2014 года.
В составе молодёжной сборной Нигерии участвовала в молодёжном чемпионате мира 2014 года, где стала серебряным призёром.

## Семья
Является восьмым ребёнком в семье Винсента и Патрисии Ихезуо.